# Energy
Energy (акроним: „NRJ“, на български Енерджи) е българска радиостанция. Стартира на 17 ноември 2005 на честотите на Радио Спорт. В България е собственост на Communicorp. Радиостанцията Енерджи стартира първо във Франция през 1981 г. Има клонове и в Австрия, Белгия, Украйна, Ливан, Швейцария, Германия, Дания, Финландия, Швеция, Норвегия, България, Русия, Нова Каледония, Канада, Реюнион и Франция.